# Aralıkoz, Görele
Aralıkoz là một xã thuộc huyện Görele, tỉnh Giresun, Thổ Nhĩ Kỳ. Dân số thời điểm năm 2011 là 109 người.